# هانو بالیچ
هانو بالیچ (آلمانی: Hanno Balitsch؛ زادهٔ ۲ ژانویهٔ ۱۹۸۱) یک بازیکن فوتبال اهل آلمان است.
از باشگاه‌هایی که در آن بازی کرده‌است می‌توان به نورنبرگ، کلن، بایر ۰۴ لورکوزن، ماینتس ۰۵، هانوفر ۹۶ و اف‌اس‌وی فرانکفورت اشاره کرد.
وی همچنین در تیم ملی فوتبال زیر ۲۱ سال آلمان و تیم ملی فوتبال آلمان بازی کرده است.